# 傈僳竹书
傈僳竹书或傈僳竹书文字、傈僳族竹书文字、傈僳族音节文字，通称竹书，是用于20世纪中早期用于书写傈僳语的一种音節文字系统。云南迪庆维西县叶枝乡岩瓦洛村傈僳族老农民汪忍波（又作哇忍波）因傈僳族无本民族文字而于1924年至1930年间根据汉字独自创造了新的傈僳文字，由于他把这些文字刻在竹子上所以通称“竹书”。汪忍波为了普及竹书，特意编写了《识字课本》一书。总共约有一千二百四十余字。文字形体结构有点、横、竖、撇、捺、折、钩、曲、弧、圈十种基本笔画。少数字体的造字法为象形、会意、拟音，多数为一音一形的独体字。1954年云南省人民政府民族语言办公室创制拟定了以拉丁文字为基础的拼音文字——新傈僳文。1955年，中国中央人民政府民族事务委员会批准试行。1956年对其中几个字母作了少许修订。1957年最后确定，使用至今。而竹书这种文字目前已极少使用。

## 参阅
- 老傈僳文
- 傈僳格框文字
- 新傈僳文